# Popular Problems
Popular Problems är det trettonde studioalbumet av Leonard Cohen lanserat 19 september 2014 på Columbia.

## Låtlista
1. "Slow" – 3:25
2. "Almost Like the Blues" – 3:28
3. "Samson in New Orleans" – 4:39
4. "A Street" (Leonard Cohen / Anjani Thomas) – 3:32
5. "Did I Ever Love You" – 4:10
6. "My Oh My" – 3:36
7. "Nevermind" – 4:39
8. "Born in Chains" (Leonard Cohen) – 4:45
9. "You Got Me Singing" – 3:31

- Samtliga låtar skrivna av Leonard Cohen / Patrick Leonard, om annat inte anges.

## Medverkande
Musiker
- Leonard Cohen – sång
- Patrick Leonard – keyboard
- Joe Ayoub – basgitarr
- Brian MacLeod – trummor
- Alexandru Bublitchi – violin
- James Harrah – gitarr
- Charlean Carmon – bakgrundssång
- Dana Glover – bakgrundssång
- Donna De Lory – bakgrundssång

Produktion
- Patrick Leonard – musikproducent
- Jesse E. String – ljudtekniker, ljudmix
- Bill Bottrell – ljudtekniker
- Stephen Marcussen – mastering
- Michael Petit – omslagsdesign
- Kezban Özcan – foto